# 56-е командование полевой артиллерии
56-е командование полевой артиллерии (англ. 56th Field Artillery Command) — формирование американской армии, действовавшее в Западной Германии в период Холодной войны с 1963 года по 1991 год. Реактивировано в 2021 году как 56-е артиллерийское командование (англ. 56th Artillery Command) под началом Командования Армии США в Европе и Африке.

## История
История подразделения началась в сентябре 1942 года в качестве 56-й бригады береговой артиллерийской дивизии. Вскоре после этого, в мае 1943 года, она была переименован в зенитную артиллерийскую бригаду. В этом качестве бригада была дважды награждена бельгийским правительством
за действия по защите гавани Антверпена.
В апреле 1963 года 56-я артиллерийская группа была развернута в Швебиш-Гмюнд (ФРГ), под командованием полковника Дугласа К. Франса-младшего. Группа подготовилась к размещению новой системы вооружения — ядерной ракеты средней дальности «Першинг-1». Штаб-квартира первоначально размещалась в Хардт-Казерне (ранее Адольф Гитлер-Казерн) и переехала в Бисмарк-Казерн в ноябре 1968 года.
56-я артиллерийская группа была переименована в 56-ю артиллерийскую бригаду 17 августа 1970 года. Бригаде было разрешено повысить ШДК командных должностей в боевых подразделениях. Командирами взводов были капитаны, командиры батарей — майоры, командиры батальонов — подполковники, командир бригады — полковник.
В 1965 году заступила на боевое дежурство (Силы быстрого реагирования) и должна была поддерживать подразделения в наивысшей степени боевой готовности. Эти части должны были отреагировать в течение нескольких секунд после подтвержденных приказов, и вся команда должна была быть полностью работоспособной в течение 2 часов после активации сигнала тревоги. Повышенные требования миссии потребовали некоторых модификаций для модернизации ракетной системы «Першинг» и в то же время заставили армию увеличить количество пусковых установок в каждом батальоне с четырёх до 36.
В ноябре 1983 года, когда СССР вкладывали средства в разработку SS-20 и находились на грани банкротства, американцы начали использовать «Першинг-2». К 1985 году все три огневых батальона были полностью готовы к работе с «Першинг-2», и Советский Союз столкнулся с угрозой, которой они не могли противостоять в финансовом отношении.
Договор о ракетах средней и меньшей дальности был ратифицирован 27 мая 1988 года. Двигатели первой и второй ступени ракет «Першинг», ракеты-носители, боеголовки и планеры радиолокационной секции были возвращены в США для ликвидации.
Падение Берлинской стены и распад Советского Союза в 1991 году привели тому, что 30 июня 1991 г. 56-я артиллерийская бригада была расформирована и полностью выведена из Германии 30 сентября 1991 г.

## Новое развертывание
Пресс-служба USAREUR-AF заявила 12 августа 2021 г., что развертывание нового армейского подразделения произойдет в октябре. Новое командование будет базироваться в городе Майнц-Кастель, неподалеку от штаба армии США в Висбадене. Генерал-майор Стивен Мараниан возглавил 56-е артиллерийское командование сухопутных войск.
В апреле 2021 г. американский министр обороны Остин во время визита в Берлин объявил, что Пентагон запускает новый формат командования для артиллерии на восточно-европейском театре военных действий. Помимо вновь создаваемого командования, будет сформирована многодоменная опергруппа нового уровня, предназначенная для интеграции разведывательных, кибернетических, радиоэлектронных и космических средств в тактическую группу.
Это решение подчеркивает, что президент Байден окончательно отменил планы своего предшественника Трампа по крупному сокращению численности войск США в Германии. Ранее приостановка Байденом плана по выводу 12 000 военнослужащих из Германии, инициированного Трампом, официально объяснялась потребностью Пентагона произвести глобальный анализ состояния сил USAREUR-AF. Новое артиллерийское командование во главе с Маранианом и многопрофильная оперативная группа, которую возглавит однозвездный генерал, увеличат численность армейского гарнизона США в Висбадене на 500 военнослужащих и 750 членов семей.
Восстановление данного командование — последний шаг в развитии армейской миссии в Европе, расширяющейся в последние годы из-за опасений, вызываемых так называемой «повышенной агрессией» России.